# 察隅遍地金
察隅遍地金（学名：Hypericum wightianum sp. axillare）为藤黄科金丝桃属下的一个亚种。

## 扩展阅读
- 維基物種上的相關：察隅遍地金